# اسمیلا، اوکراین
اسمیلا (به اوکراینی: Сміла) شهری در استان چرکاسی در کشور اوکراین واقع شده‌است. جمعیت این شهر ۶۶,۴۷۵ نفر (۲۰۲۱ تخمینی) است.

## نگارخانه

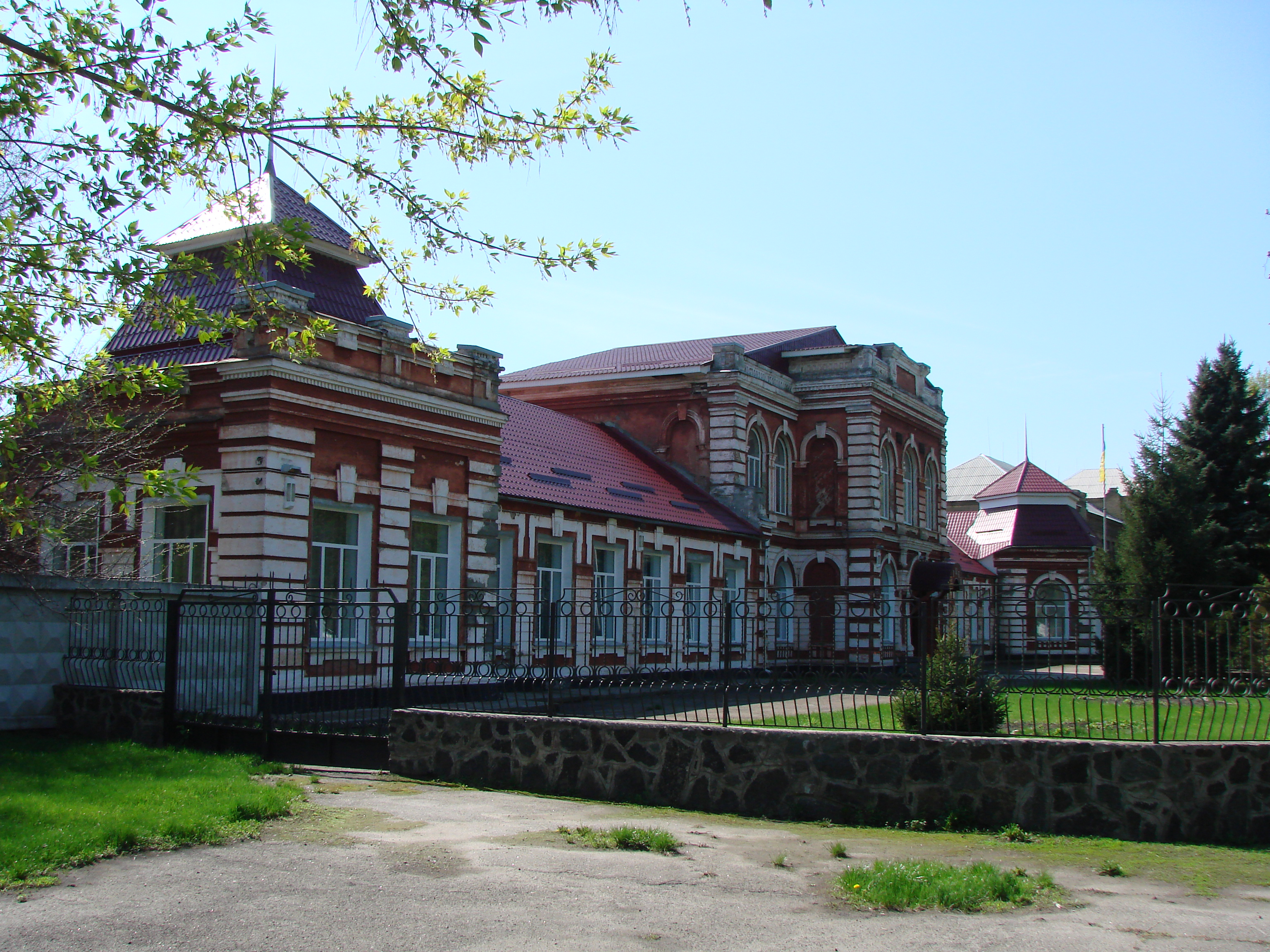
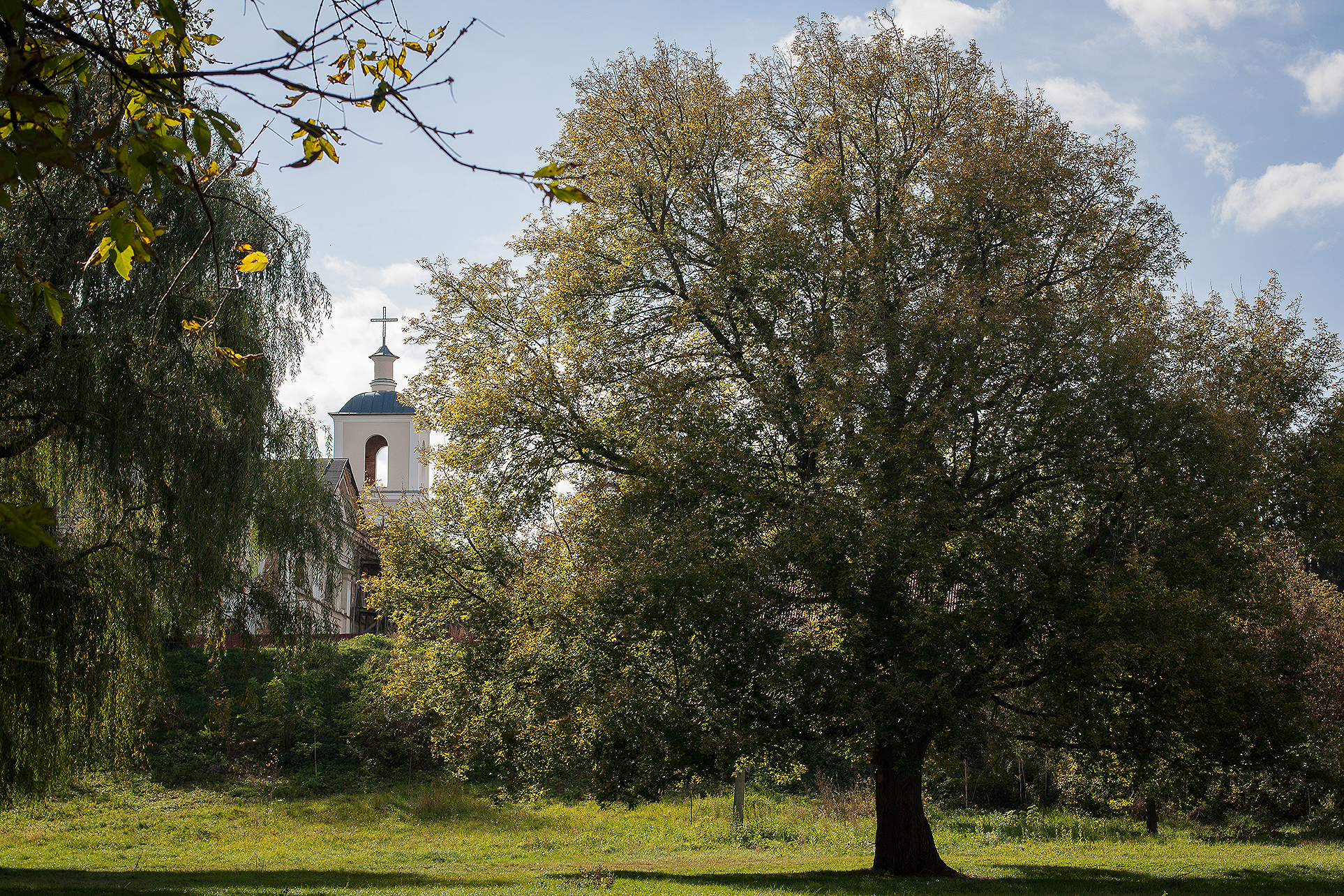
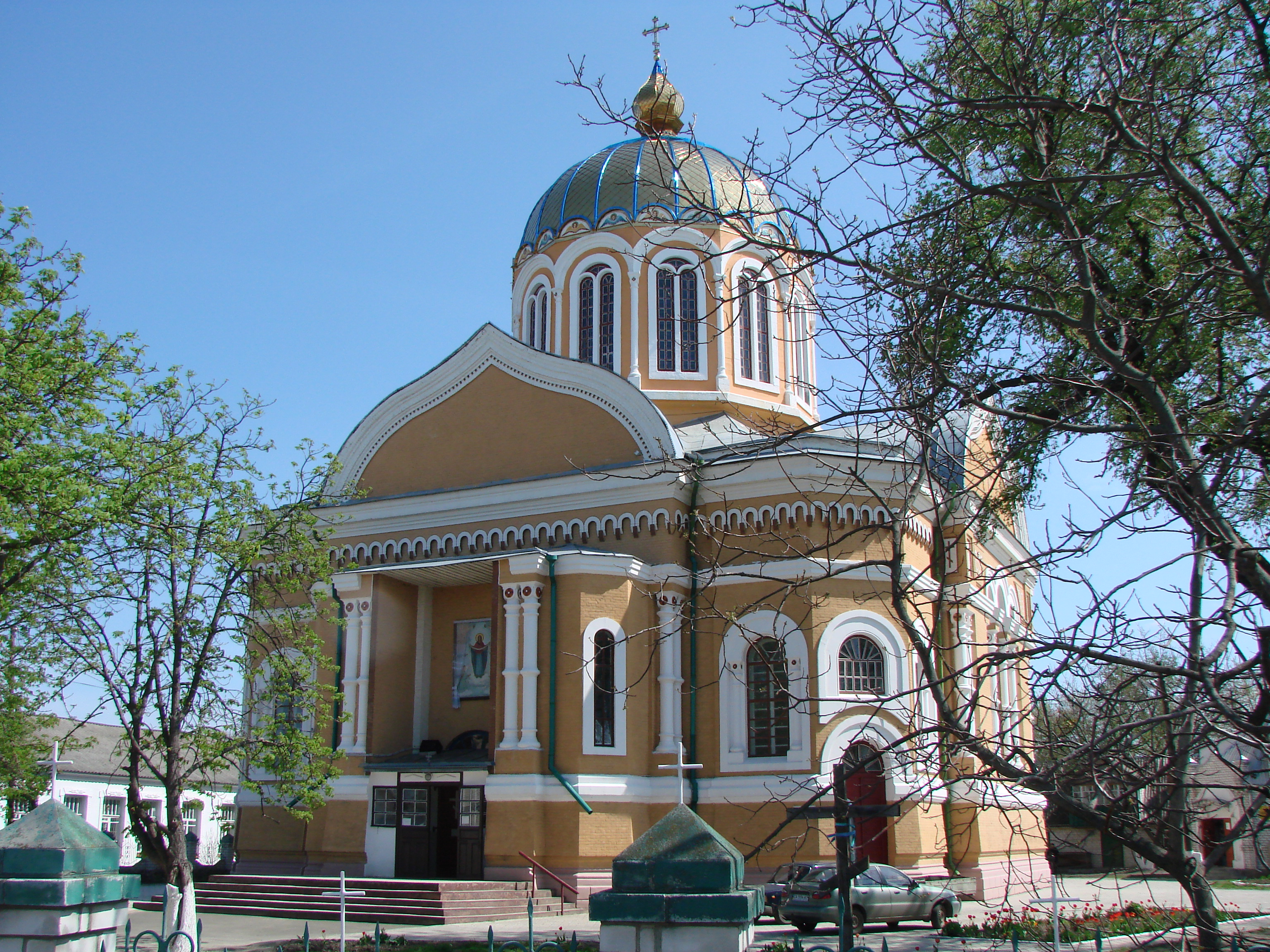
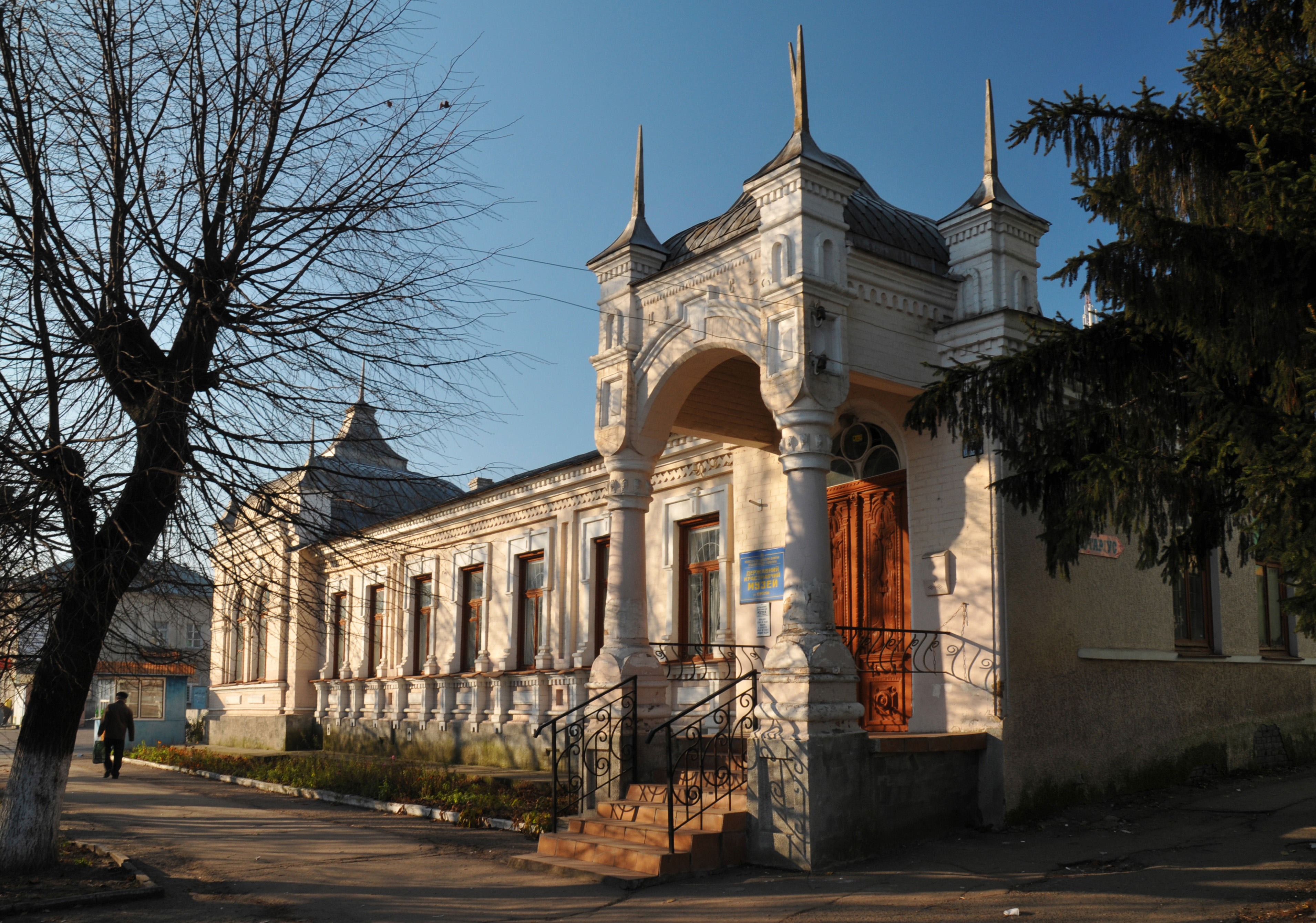
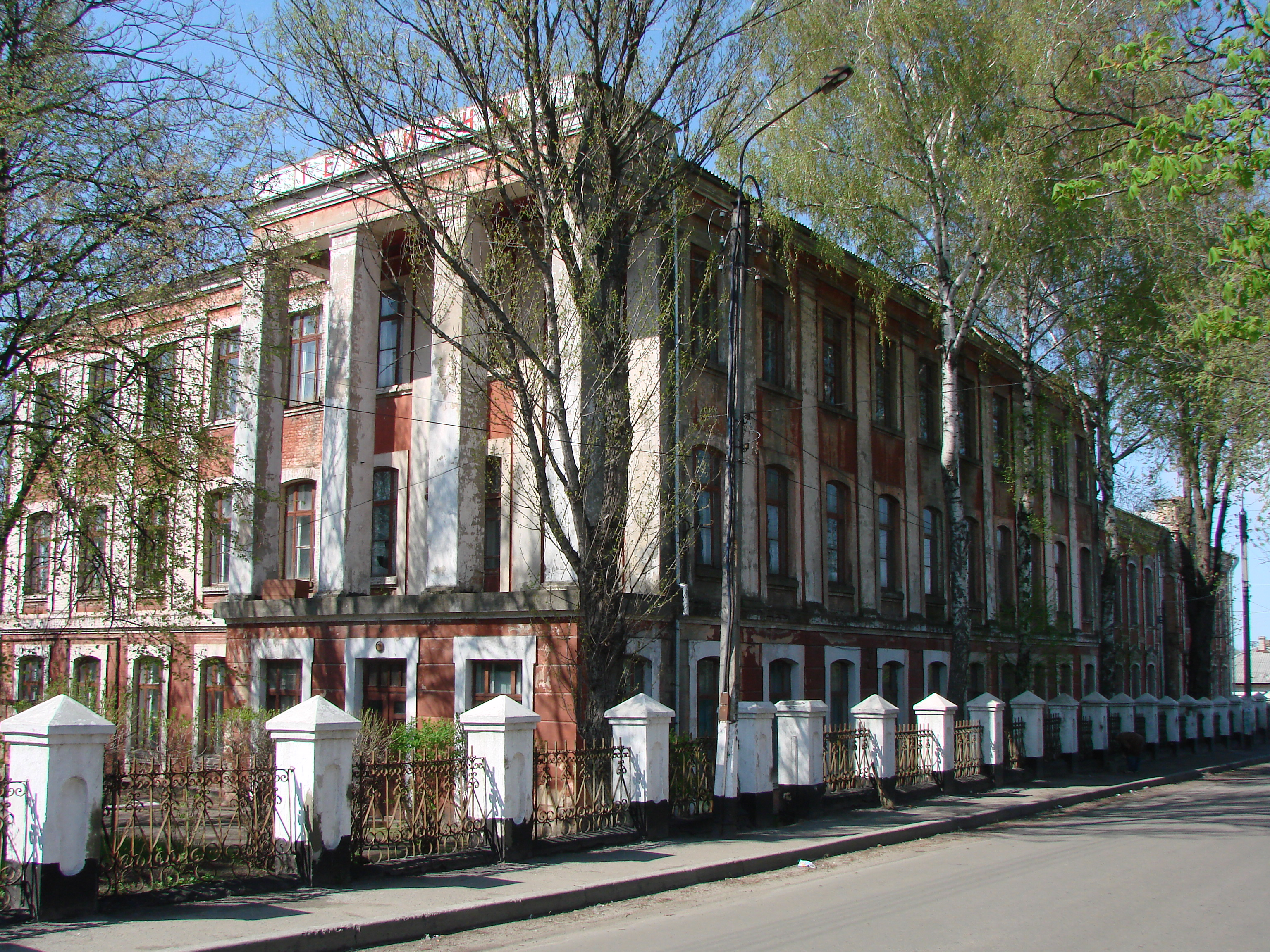
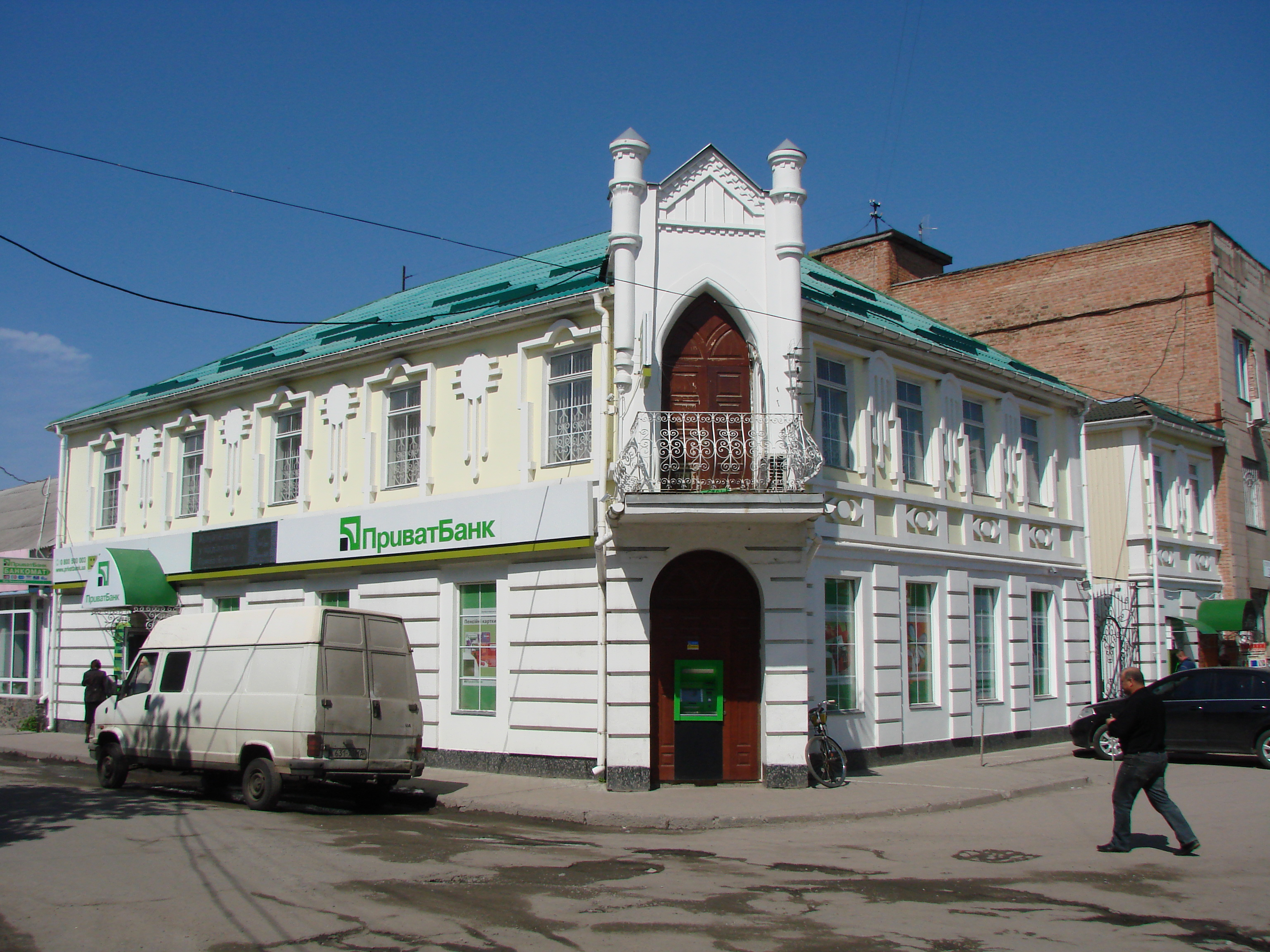
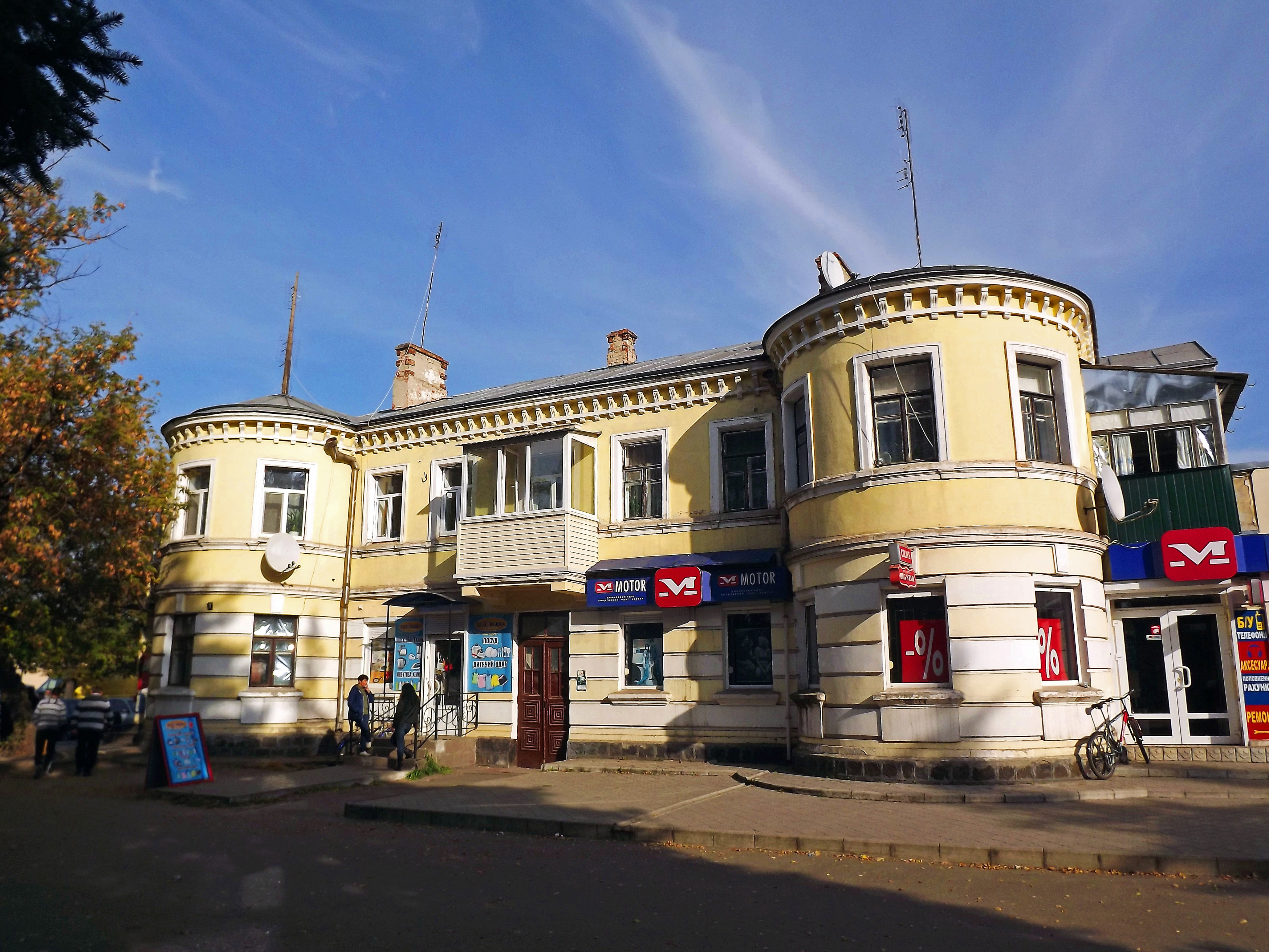
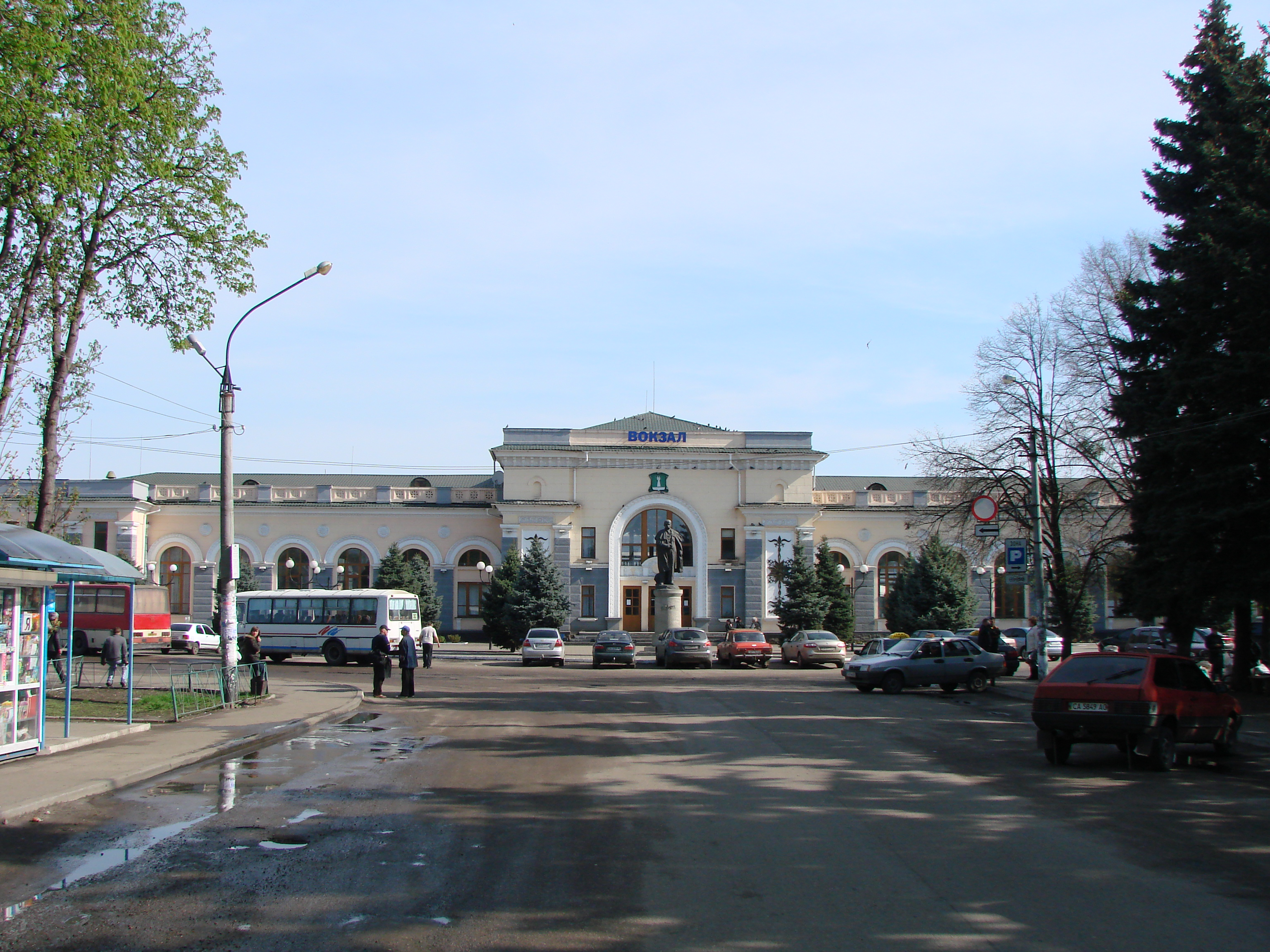
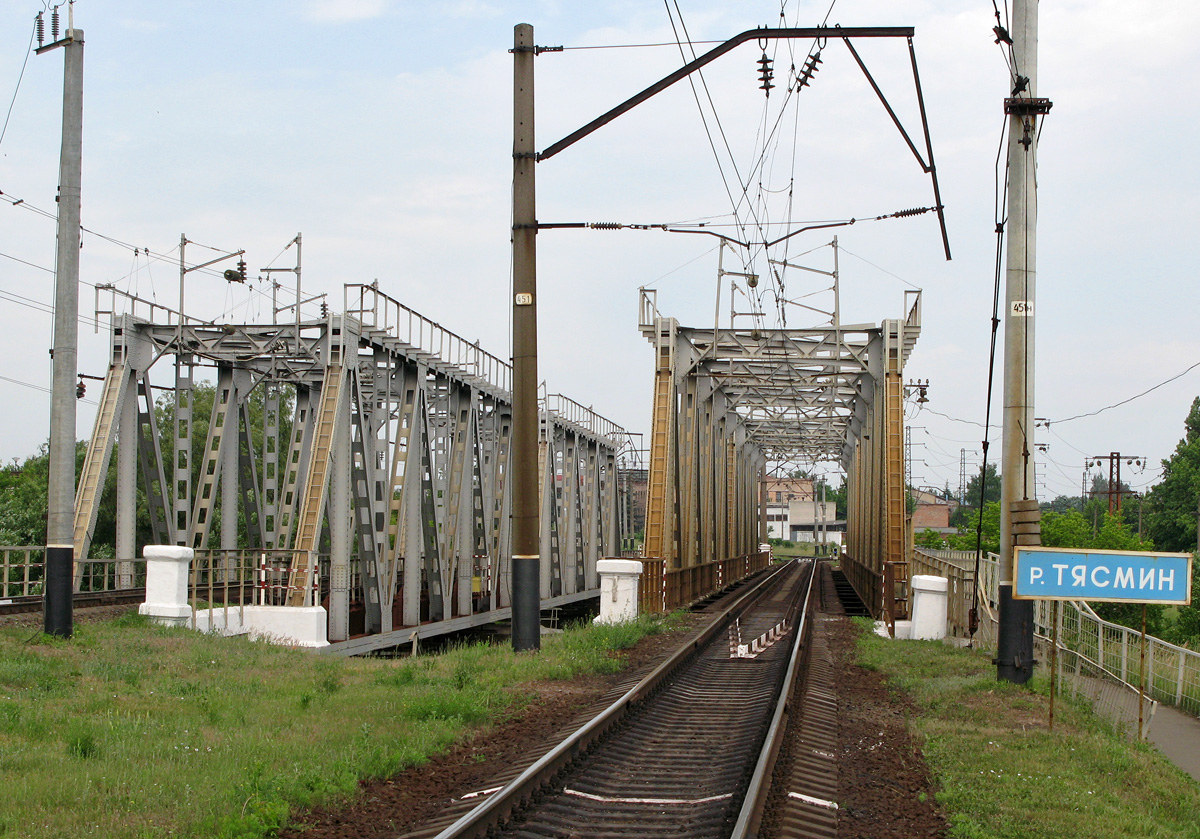
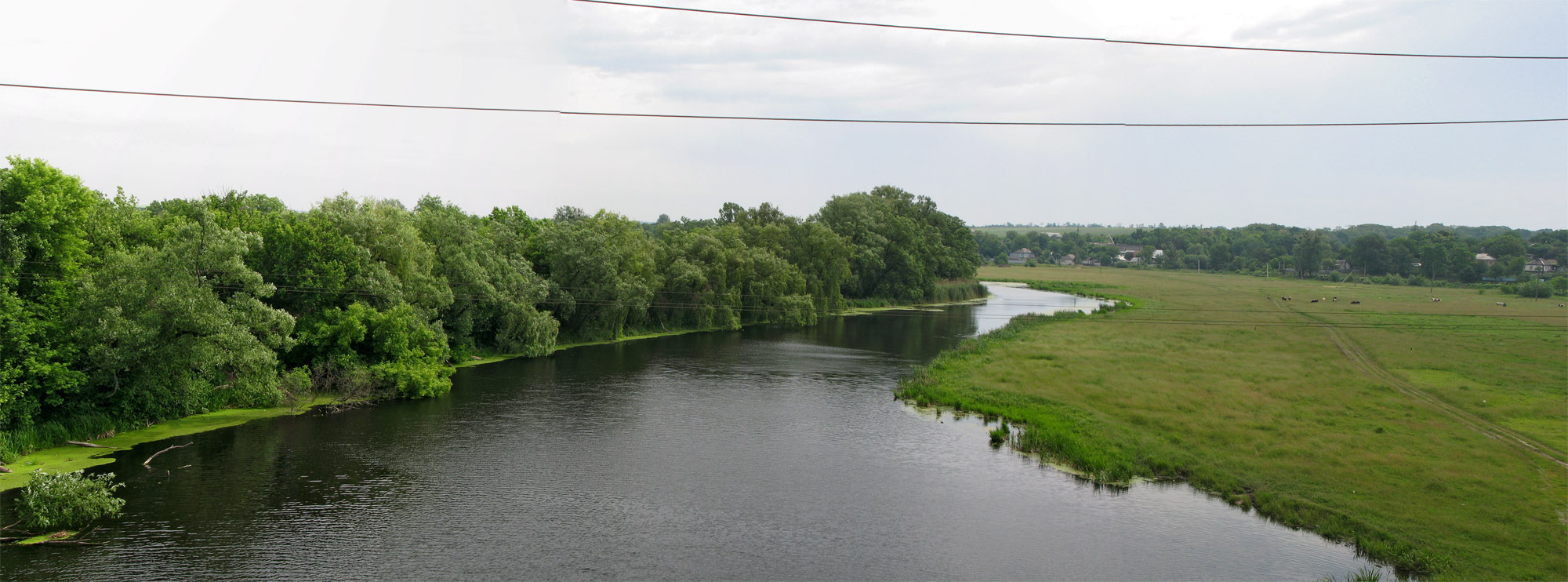